# Parafia Podwyższenia Krzyża Świętego w Bliziance

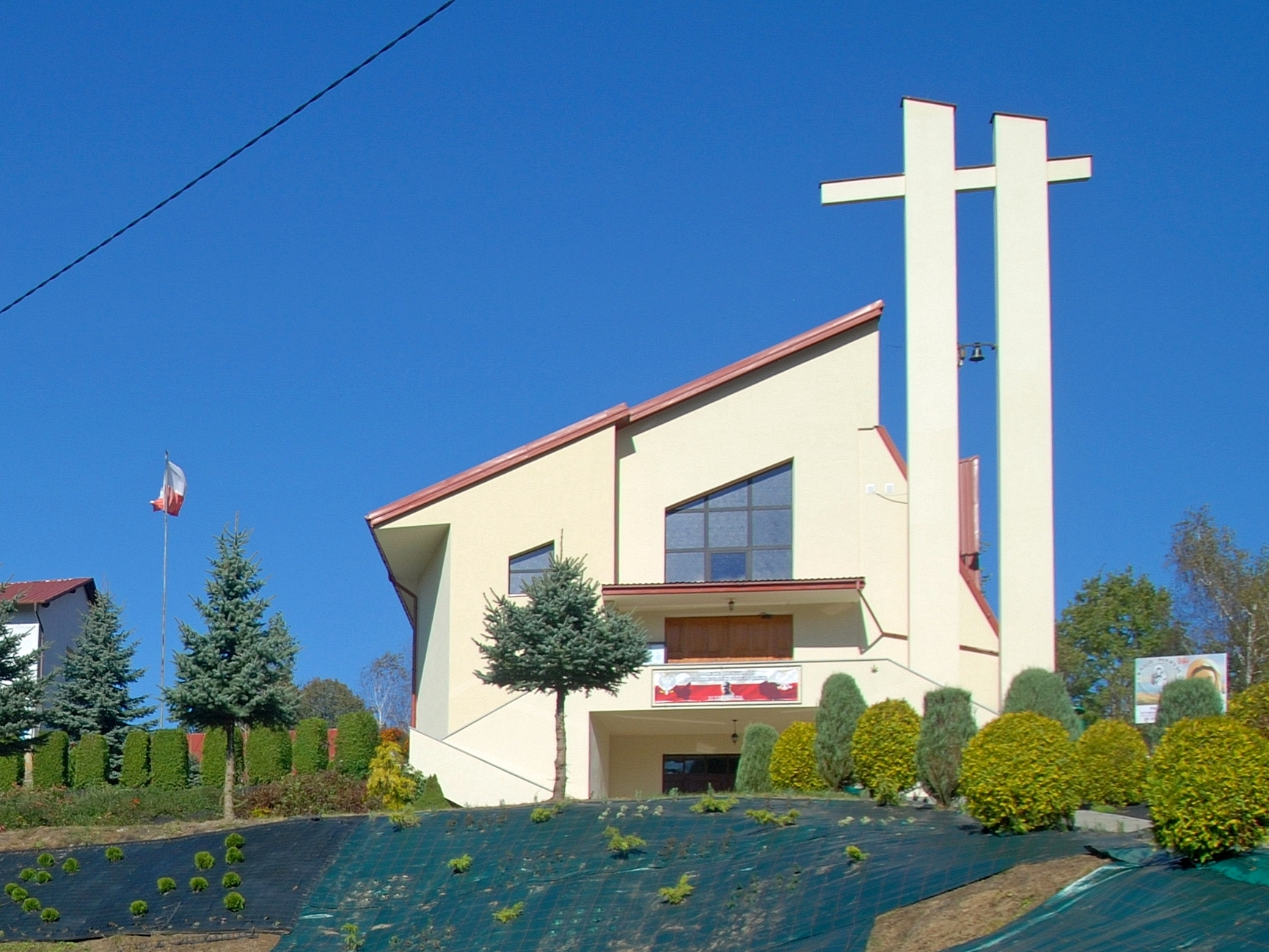
Kościół parafialny

Parafia Podwyższenia Krzyża Świętego w Bliziance – parafia rzymskokatolicka znajdująca się w diecezji rzeszowskiej w dekanacie Czudec.

## Historia
Parafię erygowano w 1946 roku, wydzielając ją z Parafii Znalezienia Świętego Krzyża w Niebylcu, gdzie dawniej przynależeli rzymskokatoliccy mieszkańcy wsi. Początkowo na kościół zaadaptowano cerkiew Zaśnięcia Najświętszej Maryi Panny, jednak budynek okazał się zbyt mały. W 1982 roku, po uzyskaniu odpowiednich zgód, przystąpiono do budowy nowej świątyni, prace trwały dwa lata. W 1984 roku kościół został poświęcony przez biskupa Stefana Moskwę. 

## Proboszczowie
Funkcję proboszcza parafii sprawowali:
- ks. Jan Karnasiewicz - 1946-1947
- ks. Stefan Chwastowski - 1947-1958
- ks. Władysław Kuzdrzał - 1958-1971
- ks. Stanisław Adamiak - 1971-1980
- ks. Stanisław Krauz - 1980-86
- ks. Michał Dzióba - 1986-1990
- ks. Marian Darocha - 1990-1999
- ks. Michał Bodzioch - 1999-2004
- ks. Henryk Mazur - od 2004 roku